# داویده مالاکارنه
داویده مالاکارنه (ایتالیایی: Davide Malacarne؛ زادهٔ ۱۱ ژوئیهٔ ۱۹۸۷) دوچرخه‌سوار اهل ایتالیا است.
از باشگاه‌هایی که در آن رکاب زده‌است می‌توان به تیم آستانه، تیم کوئیک‌استپ فلورز، و تیم کوئیک‌استپ فلورز، و تیم دوچرخه‌سواری دیرکت انرژی اشاره کرد.
وی در مسابقات کشوری و بین‌المللی در مجموع برندهٔ ۱ مدال طلا شده‌است.